# 68325 Begues
68325 Begues è un asteroide della fascia principale. Scoperto nel 2001, presenta un'orbita caratterizzata da un semiasse maggiore pari a 3,0497507 UA e da un'eccentricità di 0,1709607, inclinata di 16,89442° rispetto all'eclittica.
L'asteroide è dedicato all'omonima località spagnola.